# Hinte
Hinte là một đô thị ở huyện Aurich, trong bang Niedersachsen, nước Đức. Đô thị Hinte có diện tích 48,06 km². Đô thị này có cự ly khoảng 20 km về phía nam của Norden, và 6 km về phía bắc của Emden.